# 1898 (numero)
Milleottocentonovantotto (1898) è il numero naturale dopo il 1897 e prima del 1899.

## Proprietà matematiche
- È un numero pari.
- È un numero composto da 8 divisori: 1, 2, 13, 26, 73, 146, 949, 1898. Poiché la somma dei suoi divisori (escluso il numero stesso) è 1210 < 1898, è un numero difettivo.
- È un numero sfenico.
- È un numero palindromo e un numero ondulante nel sistema posizionale a base 15 (868).
- È un numero di Harshad nel sistema numerico decimale, cioè è divisibile per la somma delle sue cifre.
- È un numero odioso.
- È un numero intero privo di quadrati.
- È parte delle terne pitagoriche (602, 1800, 1898), (730, 1752, 1898), (840, 1702, 1898), (1248, 1430, 1898), (1898, 5160, 5498), (1898, 12264, 12410), (1898, 69264, 69290), (1898, 900600, 900602).

## Astronomia
- 1898 Cowell è un asteroide della fascia principale del sistema solare.

## Astronautica
- Cosmos 1898 è un satellite artificiale russo.